# Климово (Торжокский район)
Климово — село (официально числится деревней) в Торжокском районе Тверской области. Относится к Большепетровскому сельскому поселению. До 2005 года была центром Климовского сельского округа.
Находится в 12 км к северо-востоку от города Торжка, на реке Логовежь.
На начало 2008 года население — 255 жителей.
Основная часть села расположена на правом берегу Логовежи, за рекой — Славянка, бывшая отдельная деревня. Ранее на современной территории села были ещё: деревня (сельцо) Вотчино — на юге в районе школьного участка, и деревня Станки — на севере, за кладбищем.

## В деревне
- правление колхоза им. Мичурина
- МОУ «Климовская общеобразовательная школа»

## История
В 1859 году во владельческом селе Климово 32 двора, 355 жителей.
В конце XIX-начале XX века село Климово относилась к одноимённому приходу и волости Новоторжского уезда Тверской губернии. В 1884 году в селе 69 дворов, 430 жителей; земское училище, мелочная лавка, питейное заведение; промыслы: хлебопёки, колесники, овчинники. В 1918—1923 годах Климово — центр одноимённой волости и сельсовета, в 1925 — одноимённого сельсовета Новоторжской волости Новоторжского уезда. По переписи 1920 года в Климово — 92 двора, 458 жителей.
В 1997 году — 97 хозяйств, 225 жителей. Администрация сельского округа, правление колхоза им. Мичурина, неполная средняя школа, Дом досуга, библиотека, магазин.

## Население
| 1859 | 1884 | 1920 | 1997 | 2002 | 2010 |
| ---- | ---- | ---- | ---- | ---- | ---- |
| 379  | ↗430 | ↗458 | ↘225 | ↘220 | ↗246 |

## Достопримечательности

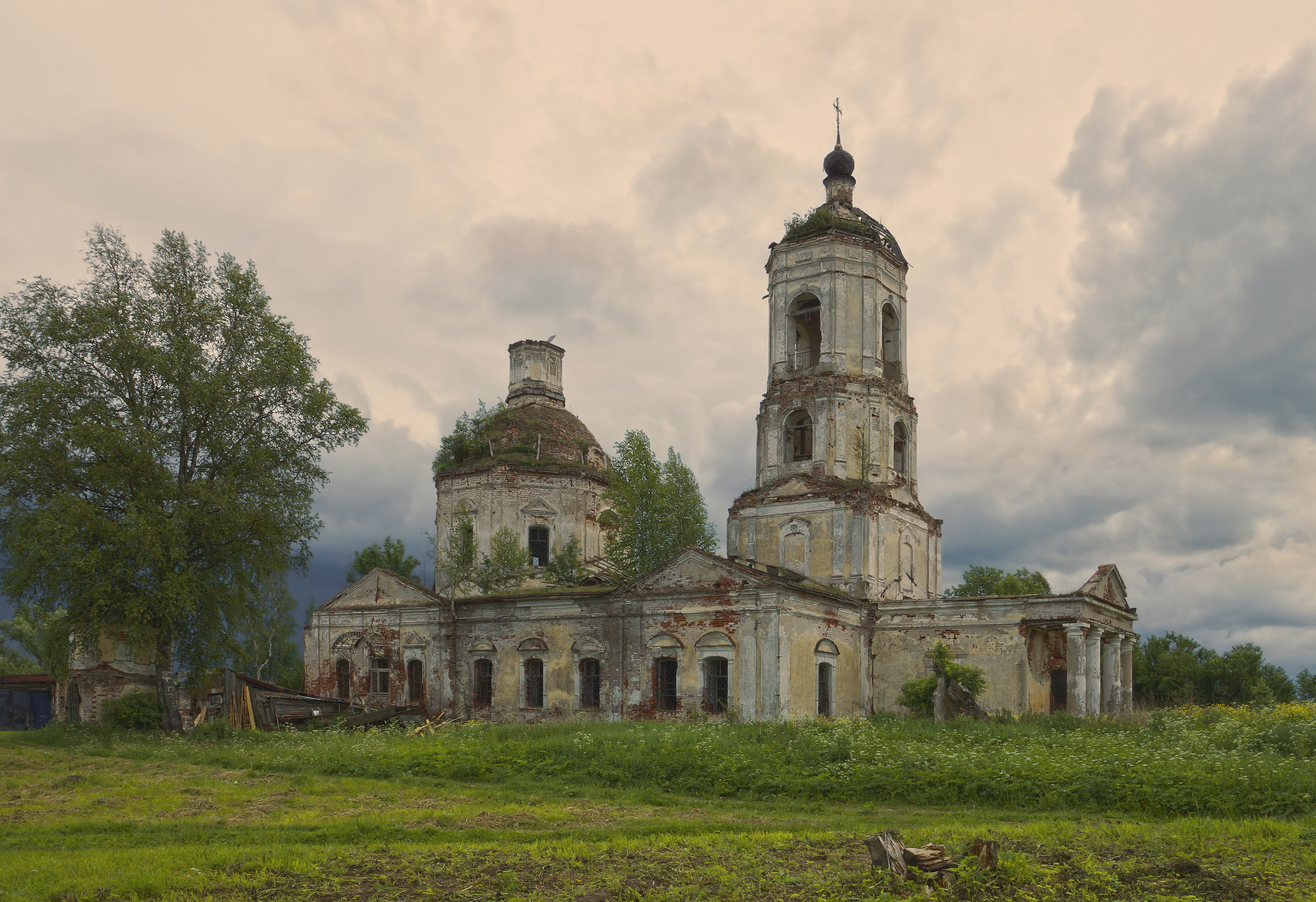
Благовещенская церковь (1770). Вид со стороны сельской улицы.

Благовещенская церковь с росписями и иконостасом (1770, начало XIX века), часовня (конец XVIII века). В 2020 году она использовалась в качестве одной из съёмочных площадок сериала «Пищеблок».